# Vittorio Marcelli
Vittorio Marcelli (Magliano de' Marsi, 3 giugno 1944) è un ex ciclista su strada italiano.
Fu campione del mondo in linea tra i dilettanti nel 1968, e poi professionista dal 1969 al 1970.

## Carriera

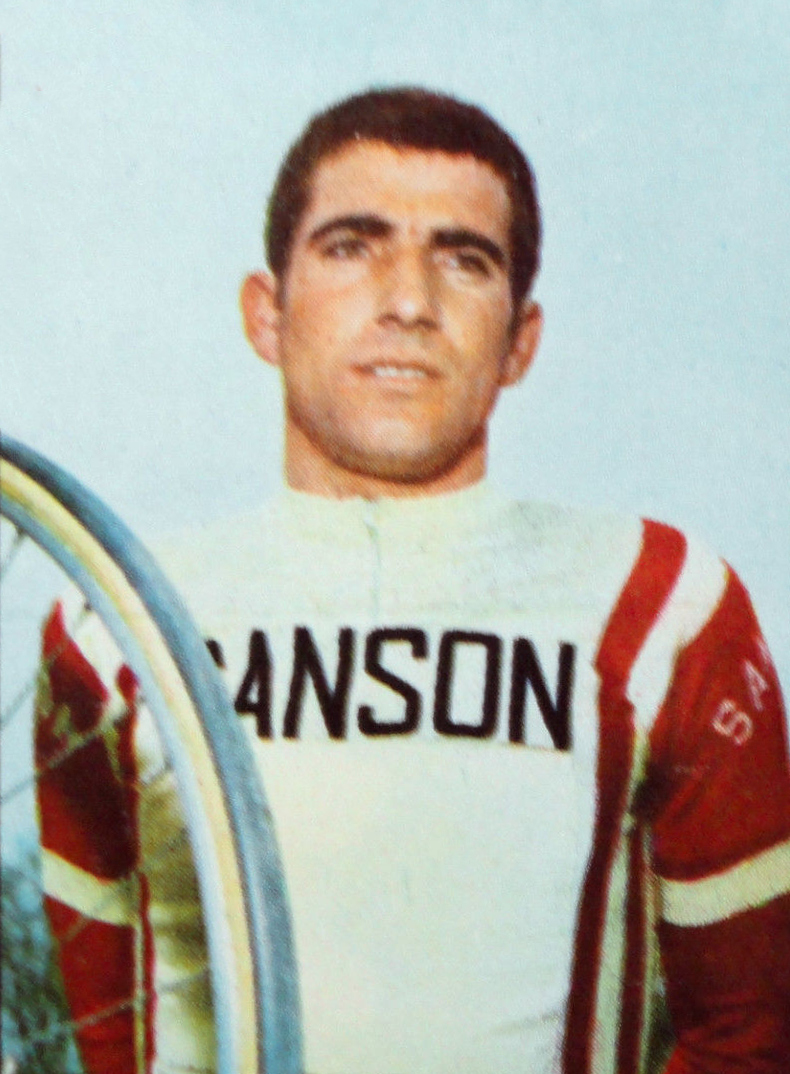
Vittorio Marcelli in maglia Sanson nel 1969

Originario della Marsica, venne notato giovanissimo come uno dei potenziali astri nascenti del ciclismo italiano, ed entrò nel giro delle squadre italiane dilettantistiche costruite per ottenere risultati ai Giochi olimpici. In maglia azzurra tra i "puri" ottenne risultati di prestigio facendo valere le proprie doti di passista e cronoman: fu campione del mondo nella prova in linea di categoria nel 1968 a Montevideo, mentre nella cronometro a squadre fu due volte medaglia di bronzo ai mondiali, nel 1967 e nel 1968, nonché bronzo nella stessa specialità ai Giochi olimpici 1968 a Città del Messico. A livello nazionale vestì tra le altre le maglie del G.S. Sammontana e del Pedale Ravennate, facendo sue tra le altre una tappa al Giro del Piemonte, una tappa al Giro d'Abruzzo e la classifica finale del Giro delle Antiche Romagne.
Passato professionista nel 1969 con la Sanson di Vendramino Bariviera, non colse però risultati, sia perché esaurito dalla lunga attività dilettantistica sia perché un grave problema alle ginocchia lo costrinse ad un prematuro ritiro alla fine del 1970. Pochi furono i suoi acuti da professionista, ottenuti tutti nel 1969: secondo posto al Gran Premio di Castrocaro Terme a cronometro, battuto solo da Gimondi, quinto nella cronocoppie Trofeo Baracchi e ottavo al Gran Premio Industria e Commercio di Prato.
Dopo il ritiro ha gestito un negozio di biciclette a Cappelle dei Marsi, nei pressi di Avezzano (AQ), assieme al fratello, che porta per l'appunto il suo nome.

## Palmarès
- 1965 (dilettanti)

Campionato del Lazio in linea
Campionato del Lazio a Cronometro
Roma-Spoleto
- 1966 (dilettanti)

Manifestazione Ciclistica Casellina
8ª tappa Giro del Piemonte dilettanti (Acqui Terme > Alessandria)
5ª tappa Giro delle Antiche Romagne (Meldola > Premilcuore, cronometro)
- 1967 (dilettanti)

2ª tappa Giro d'Abruzzo (L'Aquila > Scanno)
6ª tappa Giro delle Antiche Romagne (San Piero in Bagno > Cervia)
Classifica generale Giro delle Antiche Romagne
Preolimpica di Città del Messico
Giochi del Mediterraneo, Cronosquadre
- 1968 (dilettanti)

Campionati del mondo, Prova in linea Dilettanti (Montevideo)

## Piazzamenti

### Grandi giri
- Giro d'Italia

1969: 64º
- Tour de France

1970: ritirato (7ª tappa, 1ª semitappa)

### Competizioni mondiali
- Campionati del mondo

Heerlen 1967 - Cronosquadre: 3º
Montevideo 1968 - Cronosquadre: 3º
Montevideo 1968 - In linea Dilettanti: vincitore
Giochi olimpici
Città del Messico 1968 - Cronosquadre: 3º